# Houplines

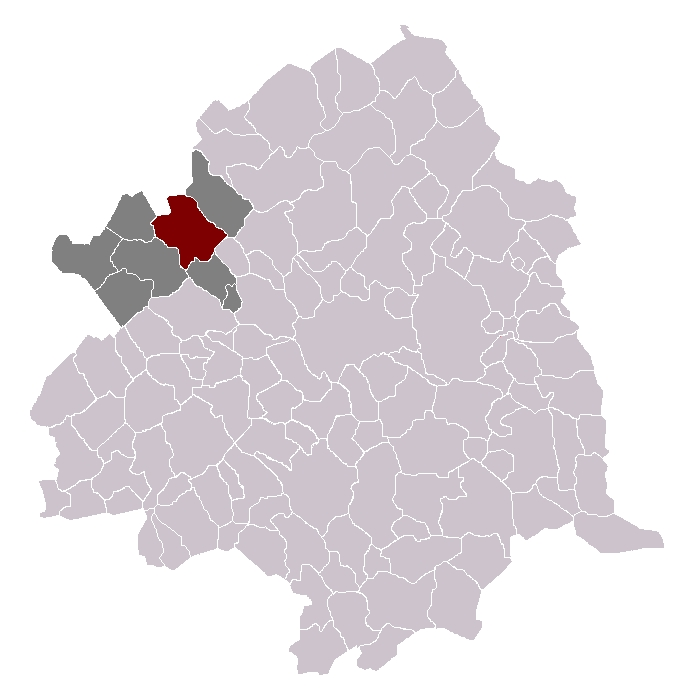
Ubicació de Houplines dins del cantó i el districte

Houplines és un municipi francès, situat a la regió dels Alts de França, al departament del Nord. L'any 2006 tenia 7.607 habitants. Limita al nord amb Ploegsteert (Comines-Warneton), al nord-est amb Frelinghien, a l'oest amb Armentières, a l'est amb Pérenchies, al sud-oest amb La Chapelle-d'Armentières, al sud amb Prémesques i al sud-est amb Pérenchies.

## Demografia
| 1962                                       | 1968  | 1975  | 1982  | 1990  | 1999  | 2006  |
| ------------------------------------------ | ----- | ----- | ----- | ----- | ----- | ----- |
| 5.934                                      | 6.398 | 7.403 | 7.924 | 7.609 | 7.907 | 7.607 |
| Des de 1962: població sense dobles comptes |       |       |       |       |       |       |

## Administració
| Període   | Identitat            | Partit |
| --------- | -------------------- | ------ |
| 1900-1912 | Emile Sohier         |        |
| 1912-1925 | Ferdinand Decocq     |        |
| 1925-1934 | Rémy Jonckhere       |        |
| 1934-1966 | Georges Baert        | SFIO   |
| 1966-1977 | Jean-Baptiste Wattez | SFIO   |
| 1977-1983 | Paul Coisne          |        |
| 1983 -    | Jacques Deruyter     |        |